# 435 f.Kr.

## Händelser

### Efter plats

#### Grekland
- En dispyt uppstår mellan de oligarkiska och de demokratiska krafterna i den grekiska kolonin Epidamnos. De flesta av kolonins invånare kommer från Korinth eller Korkyra (Korfu). Epidamnos oligarker skickas i exil och ber då Korkyra om hjälp, medan demokraterna tar hjälp av Korinth. När dispyten sedan blir mer infekterad överfalls Korkyra av Korinth.

### Efter ämne

#### Konst
- En guld- och elfenbensstaty av Zeus, gudarnas konung, står färdig vid Elis, skapad av den atenske skulptören Fidias för Zeustemplet på Olympia. Statyn blir ett av den antika världens sju underverk och omkring sju gånger naturlig storlek (ungefär 13 meter hög) och går ända upp till templets tak.

## Födda
- Aristippos, klasskamrat till Sokrates i Aten och grundare av hedonistskolan (död 360 f.Kr.)
- Filoxenos från Kythera, grekisk dityrambisk poet (död 380 f.Kr.)